# Dammen (Tranås socken, Småland)
Dammen är en sjö i Tranås kommun i Småland och ingår i Motala ströms huvudavrinningsområde.